# Lubrificante
Un lubrificante è una sostanza, solitamente liquida, che, inserita tra due superfici, ne diminuisce l'attrito e l'usura. Tale sostanza forma un sottile strato che facilita la separazione tra le due superfici in contatto.

## Uso
Il lubrificante è un elemento essenziale nella meccanica moderna. Ogni meccanismo, dal più modesto e semplice al più complesso, che abbia parti in movimento, necessita di essere lubrificato. Uno degli usi più noto a tutti è quello della lubrificazione dei motori termici.  L'olio è indispensabile per evitare che i segmenti elastici del pistone vengano a contatto con la camicia dei cilindri.
Oltre che nei trasporti e nell'industria, i lubrificanti vengono impiegati per usi personali e di natura bio-medica nella lubrificazione delle giunture di protesi artificiali e nella fabbricazione di profilattici.

## Classificazione
Gli oli lubrificanti possono essere classificati in più modi e possono avere più classificazioni impresse sopra la loro confezione, quali:
- Impiego - l'olio viene classificato in base al tipo d'applicazione e quindi al suo campo d'applicazione ideale, per motori, per trasmissioni meccaniche o idrauliche, per compressori ecc.
- Viscosità - viene specificato il grado di viscosità dell'olio e quindi la sua specifica fisica, generalmente in termini di gradazioni SAE oppure ISO VG.
- Basate sulle prove d'omologazione - viene specificato quale test l'olio ha superato e il grado delle sue performance, come le API, JASO, MIL, ecc.
- Tipologia delle basi - viene specificato se le basi impiegate sono di origine minerale (olio minerale), generate mediante vari processi di sintesi petrolchimica (olio sintetico) oppure di entrambe le specie (olio semisintetico).

## Funzione

Curva di Stribeck: in ascissa la velocità e in ordinata l'attrito
1: Attrito radente dinamico
2: Attrito misto/inizio lubrificazione
3: Attrito viscoso.

La sua funzione è quella di lubrificare, creando una pellicola tra le superfici solide in movimento, in modo da ridurre attrito ed usura dipendenti dalle proprietà specifiche delle superfici.
Mediante una sapiente scelta delle basi (es. impiego di esteri sintetici) o l'impiego di additivi polari, è possibile anche fare sì che si formi una pellicola protettiva permanente su ogni componente metallico investito dal flusso del lubrificante, capace di ridurre l'attrito anche nella fase di avviamento del meccanismo lubrificato quando ancora non si è stabilito il flusso di lubrificante.
Questi lubrificanti sono chiamati materiali intermedi. Il termine lubrificante è molto generico; esso può presentarsi in qualsiasi stato fisico: liquido (in tal caso il lubrificante è definito olio), solido (come ad esempio polveri), gassoso (ad esempio, una soluzione gassosa composta dal vapore di un refrigerante e un olio in esso solubile) e anche semi-solido (grassi) o viscoso.
A seconda delle caratteristiche del pacchetto di additivi oppure del tipo delle basi d'olio impiegate, un olio lubrificante può anche svolgere una funzione detergente, ossia di messa in sospensione e convogliamento verso un elemento filtrante di eventuali impurità.
Nei circuiti oleodinamici, l'olio svolge al tempo stesso sia la funzione di lubrificante che di fluido idraulico.

## Caratteristiche
Normalmente il lubrificante contiene il 90% di olio base (molto spesso di origine minerale) ed il 10% di additivi.
Negli ultimi anni, con il progredire della tecnica e con l'aumento delle potenze specifiche dei motori, altre sostanze chimiche sono state aggiunte o sostituite agli oli base minerali. Fra queste si ricordano basi idrogenate, basi Fischer-Tropsch, poliolefine, esteri, silicone e molte altre sostanze di sintesi.
Gli additivi hanno il compito di potenziare le caratteristiche degli oli base aumentandone la viscosità, l'indice di viscosità, la resistenza alla corrosione, alla ossidazione e dare una caratteristica antischiuma, diminuendo l'attrito e aumentando il potere disperdente degli stessi.
Fra i lubrificanti non liquidi si possono ricordare i grassi, le polveri (grafite), il teflon ed altri ancora. In alcune applicazioni, anche l'aria compressa può fungere da lubrificante.

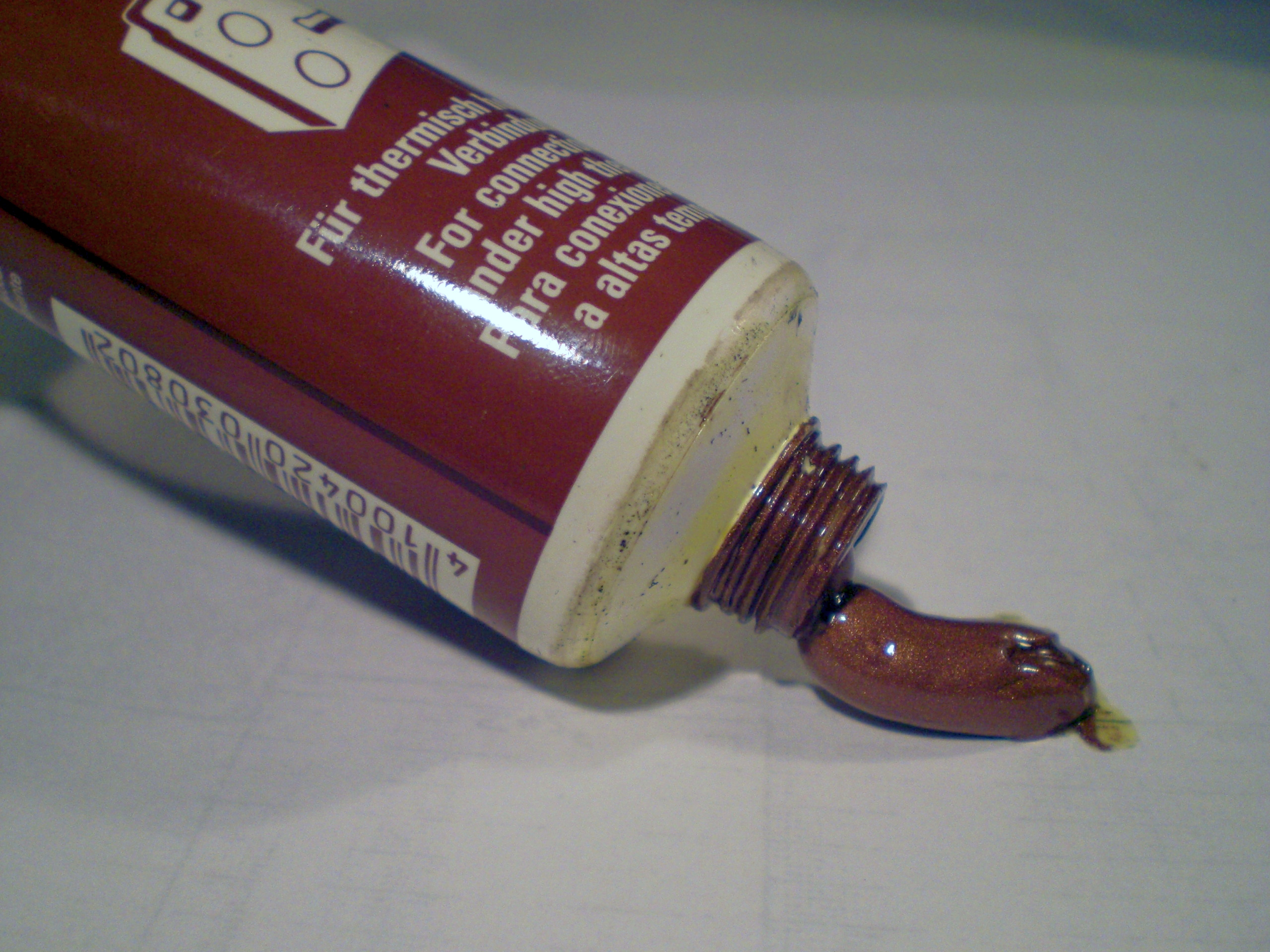
Grasso al rame
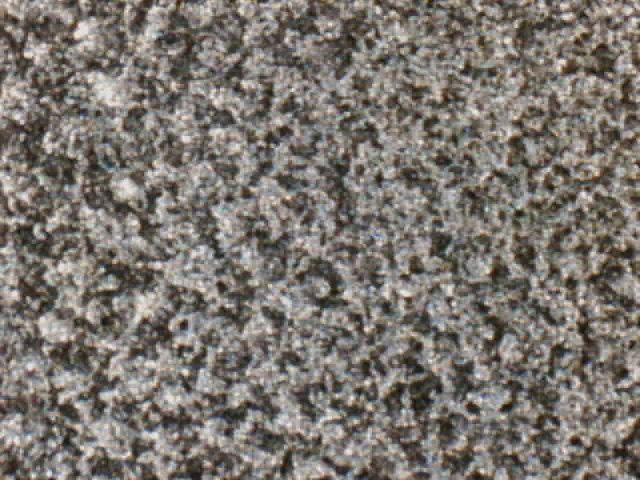
Polvere di grafite
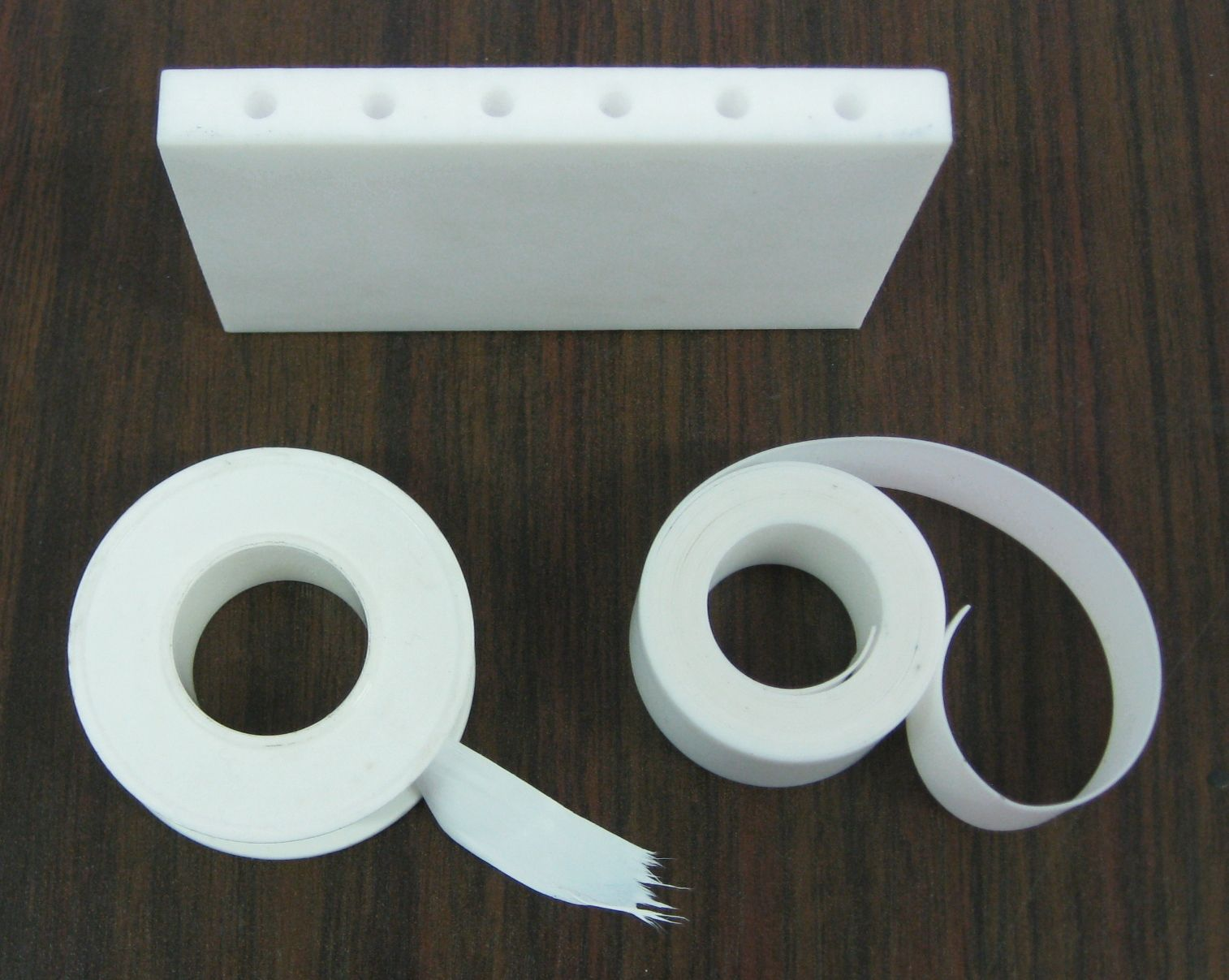
Teflon

## Meato
Il meato è lo spessore del lubrificante. Per garantire la sua funzione lubrificante e quindi ricadere nella condizione 3 della curva di Stribeck, deve rispettare un valore minimo, che varia in base all'applicazione e all'olio. Generalmente per i cuscinetti a sfera il meato va da 0,1 a 0,7 µm, mentre per i cuscinetti a strisciamento va da 0,5 a 125 µm.